# Platyzygaena
Platyzygaena is een geslacht van vlinders van de familie bloeddrupjes (Zygaenidae), uit de onderfamilie Procridinae.

## Soorten
- P. melaleuca (Jordan, 1907)
- P. moelleri (Elwes, 1890)